# Paiste

Logo Paiste

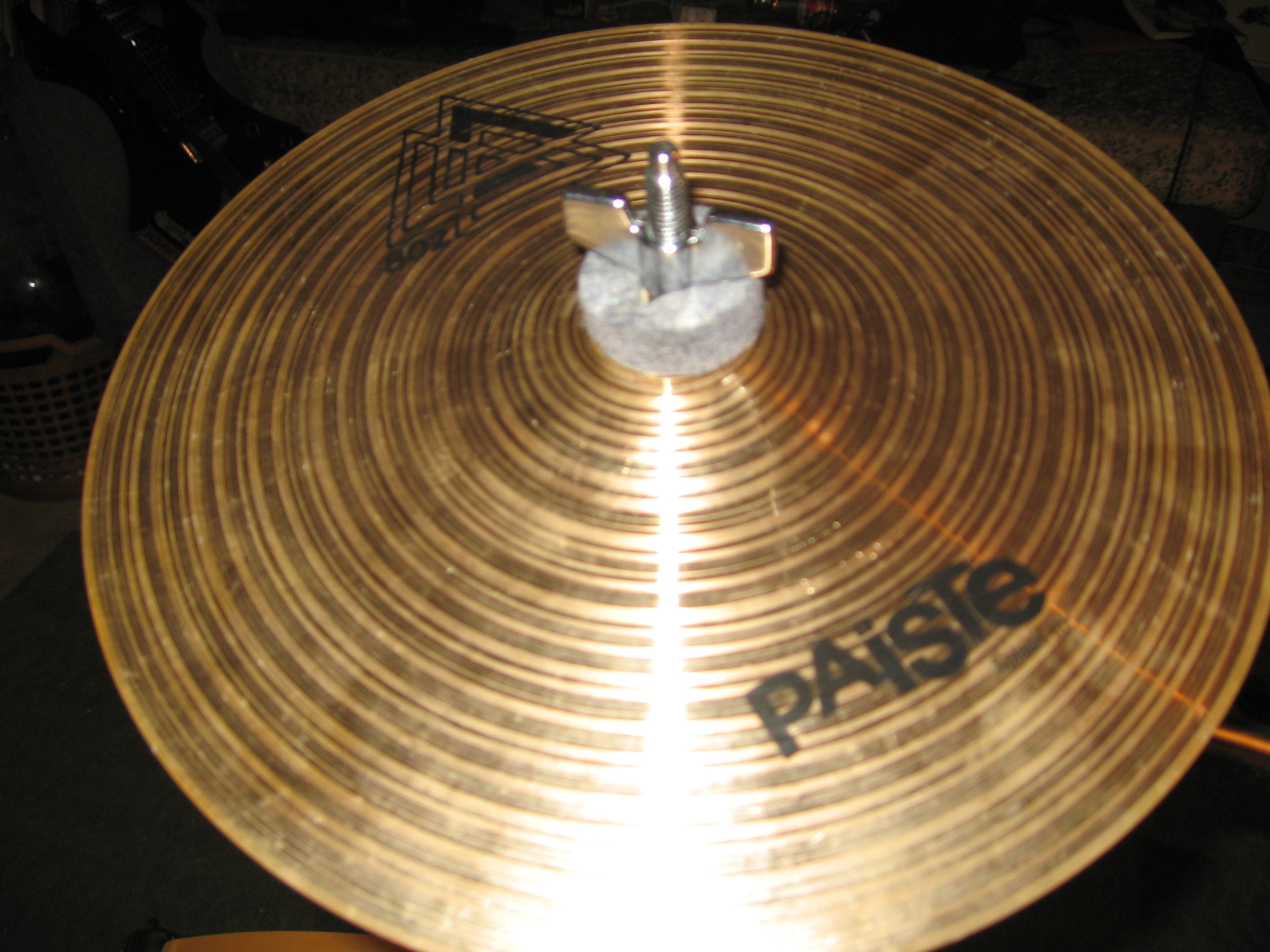
Um prato Paiste splash da série 802 de 10 polegadas

Paiste é uma empresa sediada na Suíça, fabricante de pratos de bateria.

## História
Os primeiros pratos da Paiste foram produzidos em 1906, pelo músico estoniano Toomas Paiste em São Petersburgo, Rússia. Toomas tinham servido no Czarist Guard, e se aposentou em 1901 para abrir uma empresa da publicação musical e loja de música.
O negócio expandiu com o passar anos, apesar da exigida pela guerra, em primeiro lugar, de Tallinn, na Estónia, em 1917, onde Toomas' filho Mihkel Paiste decidiu concentrar a produção para exportação. Em 1940, a família e a fábrica mudaram-se para a Polonia, onde continuou sob condições extremamente difíceis, e, em 1945, para a Alemanha. Em seguida, no ano de 1957, uma nova sede e a produção de um mecanismo de produção foi criado na Suíça. A empresa foi mantido pelo filhos de Mihkel, Robert e Toomas.

## Pronúncia
A pronúncia correta da marca é "Páistee", porém, muitas pessoas falam "Peiste", sendo essa a forma errada de se pronunciar.

## Linhas em Produção
- 101 - Pratos em Latão | Feitos em Computador
- Paiste Sound Technology (PST) -  Baixo preço, otima qualidade.
  - PST 3 - Pratos em Latão
  - PST 5 - Liga B8 (CuSn8)
  - PST 7 - Liga 2002 (CuSn8)
  - PST 8 - Liga 2002 (CuSn8)
  - PST X - Pratos em Latão , Aluminio e Liga 2002
- 900 - Liga 2002 (CuSn8) | Tambem disponivel em cores (Colorsound)
- 2002 - Liga 2002 (CuSn8)
  - 2002 Big Beat - Liga 2002 (CuSn8)
- RUDE - Liga 2002 (CuSn8)
- Giant Beat - Liga 2002 (CuSn8)
- Formula 602 - Liga B20 (CuSn20)
- Formula 602 Modern Essentials - Liga B20 (CuSn20) | Feita em Parceria com Vinnie Colaiuta
- Signature - Liga Signature (CuSn15)
- Signature Precision - Liga 2002 (CuSn8)
- Signature Dark Energy - Liga Signature (CuSn15)
- Signature Traditionals - Liga Signature (CuSn15)
- Masters - Liga B20 (CuSn20)

## Artistas notáveis
Entre tantos, alguns dos bateristas mais notáveis que usam pratos da marca Paiste, encontram-se:
- Jeremy Spencer – Five Finger Death Punch
- Aquiles Priester – Hangar, Freakeys (Desde 2002)
- Tiago França – Pitch
- Thomen Stauch – Blind Guardian, Savage Circus
- João Barone – Os Paralamas do Sucesso
- BUZZ – x´bruzze
- Eloy Casagrande – Sepultura (2011–2024), Slipknot (Desde 2024)
- Ricky Machado – Gloria (Desde 2011)
- Mike Terrana – Vision Divine (Desde fevereiro 2013)
- Tommy Portimo – Sonata Arctica (Desde janeiro de 2008)
- Ivan Busic – Dr. Sin (Desde outubro de 1998)
- Acacio Carvalho – Vougan (Desde julho de 2008)
- Christian Marxen – Obamas
- Dani Löble – Helloween (Desde setembro de 2008)
- Dave Mackintosh – Dragonforce (Desde 2004)
- Nicholas Barker – Atrocity
- Eric Carr – Kiss
- Alex Gonzalez – Maná (desde janeiro de 1983)
- Rick Allen – Def Leppard (Até 1984)
- Tico Torres – Bon Jovi
- Ringo Starr – The Beatles (Até 1963)
- Jet Black – The Stranglers
- John Bonham – Led Zeppelin
- Tommy Aldridge – Whitesnake, Ozzy Osbourne, Thin Lizzy
- Alex Van Halen – Van Halen
- Tommy Lee – Mötley Crüe (1982–2004)
- David Silveria – Korn
- Chester Thompson – Genesis (Durante turnê) e Frank Zappa (1973–1988)
- Phil Collins – Genesis (1973–1981)
- Prairie Prince – The Tubes
- Don Henley – Eagles
- Nick Mason – Pink Floyd
- Roger Taylor – Queen
- Dave Haley – Psycroptic
- Steve DiStanislao – David Gilmour (Durante turnê)
- Barriemore Barlow – Jethro Tull
- Mark Craney – Jethro Tull
- Doane Perry – Jethro Tull
- Nicko McBrain – Iron Maiden (Nicko é também o embaixador oficial da Paiste)
- Keith Moon – The Who
- Kenney Jones – The Faces, The Who (1969–1981)
- Carl Palmer – Emerson, Lake & Palmer, Asia
- Cozy Powell
- Phil Rudd – AC/DC (1975–1983, desde 1994)
- Chris Slade – David Gilmour, The Firm, AC/DC
- Ian Paice – Deep Purple
- Dave Holland – Judas Priest (1979–1989)
- Scott Travis – Judas Priest
- Dave Lombardo – Slayer, Grip Inc., Fantômas
- Paul Bostaph – Exodus, Slayer, Forbidden, Systematic, Truth about seafood
- Stewart Copeland – The Police
- Bill Bruford – King Crimson, Yes, Earthworks
- Yuri Ruley – MxPx
- Joey Jordison – Slipknot
- Jonny Chops – Wednesday 13
- Torstein Lofthus – Shining
- Brad Wilk – Rage Against the Machine, Audioslave
- Danny Carey – Tool
- John Dolmayan – System of a Down
- John Fell – Heroine Sheiks
- Linda McDonald – The Iron Maidens [1]
- Marky Ramone – Ramones [2]
- Larry Mullen Jr. – U2 [3]
- Jeff Plate – Trans-Siberian Orchestra (Até 2008)
- Johnny Fay – The Tragically Hip [4]
- Josh Freese – DEVO (Em estúdio), The Vandals, A Perfect Circle [5]
- Charlie Benante – Anthrax [6]
- Niall Quinn – The Hitchers
- Jukka Nevalainen – Nightwish [7]
- Jeff Porcaro – Toto, Session [8]
- Meg White – The White Stripes [9]
- Patrick Keeler – The Raconteurs [10]
- Dean Butterworth – Morrissey, Sugar Ray, Good Charlotte [11]
- George Schwindt – Flogging Molly [12]
- Richard Ploog – The Church
- Mikkey Dee – Motörhead, King Diamond, Scorpions [13]
- Keith D – Arctic Sleep [14]
- Gas Lipstick – HIM [15]
- Zach Hill – Hella [16]
- Kevin Lyons – Candy Coburn [17]
- Miguel Fernandes – Sonhadores, Nvula
- Serginho Herval – Roupa Nova [18]
- Inferno – Behemoth [19]
- Ivan Cristiano – UHF (Desde 1999), Moksha Sound Journeys (Desde 2017) [20]